# Orthothelphusa venezuelensis
Espèce
Synonymes
- Pseudothelphusa venezuelensis Rathbun, 1905[1]

Statut de conservation UICN

 LC  : Préoccupation mineure
Orthothelphusa venezuelensis est une espèce de crabes d'eau douce présente en Colombie et au Venezuela.

## Systématique
L'espèce Orthothelphusa venezuelensis a été décrite en 1905 par Mary Jane Rathbun sous le protonyme de Pseudothelphusa venezuelensis, puis déplacée sous les genres Kingsleya, Potamocarcinus (Kingsleya) et désormais rangée sous le genre Orthothelphusa.

## Distribution
L'espèce est largement présente au Venezuela, notamment dans tous les cours d'eau du bassin de l'Orénoque, ainsi que dans les rivières de l'Est de la Colombie.
Au Venezuela, on la trouve particulièrement dans les régions d'Araguay, de Paraima, dans les États de Guárico, Monagas et Bolívar. L'espèce est commune dans le bassin de l'Orénoque et de ses affluents, Apure, Caura, Taguay, Chiviripa et Guarapiche.
En Colombie, l'espèce est présente dans les départements de Arauca, Caquetá, Casanare, Cundinamarca et Meta, notamment dans le principal affluent colombien de l'Orénoque, le río Meta et nombre de ses affluents ainsi que dans le río Guaviare.

## Description
L'holotype de Orthothelphusa venezuelensis, une femelle, mesure 15,5 mm de long pour 25 mm de large.

## Orthothelphusa venezuelensiset l'Homme

### Menaces
En 2008, l'Union internationale pour la conservation de la nature liste l'espèce comme « Préoccupation mineure » (Least Concern) et ce malgré sa large répartition dans le Nord du Venezuela et l'Est de la Colombie mais en raison de la réduction de son habitat et la pollution des eaux.

## Étymologie
Son nom spécifique, composé de venezuel[a] et du suffixe latin -ensis, « qui vit dans, qui habite », lui a été donné en référence au lieu de sa découverte, Colonia Tovar au Venezuela. 

## Publication originale
- Mary J. Rathbun, « Les crabes d'eau douce (Potamonidae) », Nouvelles archives du muséum d'histoire naturelle, sér. 4, Paris, vol. 7,‎ 1905, p. 159–322 (lire en ligne).